# Albert Wangerin
Albert Wangerin, właśc. Friedrich Heinrich Albert Wangerin (ur. 18 listopada 1844 w Greifenberg in Pommern, zm. 25 października 1933 w Halle) – niemiecki matematyk.
Uznany w nauce niemieckiej i światowej. Uporządkował i usystematyzował ją, z zakresu matematyki. Pracę naukową i działalność wydawniczą traktował poważnie i z pełnym szacunkiem, dzięki temu wykształcił wielu zdolnych i wybitnych matematyków którzy podawali jego, jako wzór rzetelności, wytrwałości i sumienności. Jest znany z pracy nad teorią potencjalną, funkcjami sferycznymi i zróżnicowaną geometrią. W ciągu wielu lat swojej pracy wydał kilkadziesiąt prac o charakterze naukowym, encyklopedycznym i historycznym.

## Nauka i praca
Pochodził z ewangelicko-luterańskiej rodziny robotniczej. Ojcem był Heinrich Wangerin, mistrz hydrauliki, matką Emilie, z domu Bathke. Lata młodości spędził w Greifenbergu (dziś Gryfice). W latach 1853–1862 był słuchaczem miejscowych szkół, m.in. Gimnazjum im. Fryderyka Wilhelma (niem.) RealGymnasium (szkoły średniej), kończąc ją z doskonałym wynikiem (szczególnie w grece).
W 1862 rozpoczął studia na Uniwersytecie w Halle. Studiował matematykę, pod kierunkiem profesorów: H.E. Heinego, A. Rosenbergera i F. Neumanna oraz fizykę u prof. H. Knoblocha. W 1864 przeniósł się do Königsbergu, gdzie na tamtejszym uniwersytecie rozpoczął badania pod kierunkiem prof. Franza Neumanna i F.J. Richelota. Stopień doktora, z dziedziny fizyki otrzymał 16 marca 1866 na podstawie przedstawionych tez i ich obrony, w pracy De annulis Newtonianis. Jego dalsza kariera i badania naukowe były ukierunkowane przez jego promotora F. Neumanna. Efektem tego wpływu były wydane przez A. Wangerina: książka Franz Neumann Und Sein Wirken ALS Forscher Und Lehrer w 1907, trzy artykuły w: „Der Jahresberichte Deutschen Mathematiker vereinigung” (1894–1895), „Leopoldina” (1896) i artykuł pt. Franz Neumann als Mathematiker w „Für Zeitschrift Physik” (1910). Podobne ukształtowanie i silny wpływ na dalsze badania A. Wangerina miał prof. C. Jacobi, niemiecki matematyk.
Po uzyskaniu stopnia doktora w 1866 i uzyskaniu kolejnych uzupełniających kwalifikacji pedagogicznych, nauczał w berlińskich gimnazjach, m.in. we Friedrichswerdersche Gymnasium i Andreasrealgymnasium w latach 1866–1867. Od 1 października 1868 w gimnazjum poznańskim i od 1 kwietnia 1869 do 31 marca 1876 – ponownie w Berlinie. Poza nauczaniem, A. Wangerin redagował roczniki statystyczne Jahrbuches über die Fortschritte der Mathematik w latach 1869–1878 (rolę doradczą sprawował do 1924).

## Działalność naukowa
A. Wangerin, w latach 1876–1882 pracował jako nauczyciel akademicki na Uniwersytecie berlińskim. Tam też otrzymał tytuł naukowy profesora nadzwyczajnego. Po śmierci E. Heinego w 1881 został przeniesiony, w rok później na Uniwersytet w Halle – Wittenbergi. Jako profesor zwyczajny pełnił również funkcję rektora tamtejszej uczelni (1910–1911). Na emeryturę odszedł w 1919. Do śmierci pozostał w Halle.
Uczony swoje badania skupiał na teorii potencjalnej, funkcjach sferycznych i zróżnicowanej geometrii. Jego analizy zostały przedstawione w pracy: Reduction der Potentialgleichung für gewisse Rotationskörper auf eine gewöhnliche Differentialgleichung opublikowanej w 1875. Napisał dwa traktaty dotyczących teorii potencjalnej i funkcji sferycznych: Theorie des Potentials und der Kugelfunktionen (1909, 1921). Mimo wielkiej wiedzy specjalistycznej, w aplikacjach do fizyki matematycznej – prace badawcze nie były najważniejszym wkładem A. Wangerina do rozwoju matematyki. Główny nacisk położył na pisanie podręczników, treści encyklopedycznych i historycznych.
A. Wangerin prowadził różnorodne wykłady na Uniwersytecie w Halle, z dziedziny matematyki i fizyki matematycznej, m.in. z: linearnych częściowych zróżnicowań równań; rachunku odmian; teorii eliptycznych funkcji; geometrii włókien syntetycznych; hydrostatyki i teorii kapilarności; teorii krzywych przestrzeni i powierzchni; analitycznych mechaników; potencjalnej teorii i sferycznej harmoniki; niebiańskich mechaników; teorii rzutów mapy; hydrodynamiki i częściowych zróżnicowań równań fizyki matematycznej.
Matematyk był członkiem niemieckiej Akademii Naukowców „Leopoldina” w 1883, któremu przewodniczył w latach 1906–1921. Za zasługi w dziedzinie nauk medycznych otrzymał tytuł doktora honoris causa nadany 24 maja 1907 przez Uniwersytet w Uppsali w Szwecji. Wyróżniony został ponadto kilkoma medalami zasługi, w tym prestiżowym medalem Cotheniusa, nadanym przez Akademię Naukowców „Leopoldina” w 1922.

## Rodzina
14 kwietnia 1871 A. Wangerin założył rodzinę. Jego małżonką została Johanna Thorn. Z tego związku miał pięcioro dzieci: trzech synów i dwie córki.
- Ernst (syn), ur. 6 maja 1872, historyk (z tytułem doktora),
- Albert (syn), ur. 19 czerwca 1873, chemik (również z tytułem doktora),
- Ella (córka), ur. 21 września 1874, nauczycielka muzyki, w klasie fortepianu,
- Käthe (córka), ur. 5 sierpnia 1878, sprawozdawczyni (prawdopodobnie też dziennikarka),
- Walter (syn), ur. 15 kwietnia 1884, profesor ekologii, w Wyższej Szkole Technicznej, w Gdańsku[1][2].

## Przykładowe publikacje
A. Wangerin podczas swojej pracy napisał i wydał liczne publikacje o charakterze naukowym i encyklopedyczno-historycznym. Do ponad 50. najważniejszych jego prac m.in. należą:
- A. Wangerin, Geometrische Darstellung der Wurzeln der Gleichungen: 1) u2+ v2+ w2 = 0 und 2) u2 + v2 =0, Grunert Arch. LV (1873), s. 215–217.
- A. Wangerin, Reduction der Potentialgleichung für gewisse Rotationskörper auf eine gewöhnliche Differentialgleichung, Hirzel Leipzig, 1875.
- A. Wangerin, C.F. Gauss: Allgemeine Flächentheorie, W. Engelmann, Leipzig 1889.
- A. Wangerin, Über die Abwickelung von Rotationsflächen mit constantem negativen Krümmungsmass auf einander, Jber. Deutsch. Math.-Verein, 1, 1892, s. 71–72.
- A. Wangerin, Fr. Neumann: Vorlesungen über die Theorie der Cappilarität. Gehalten an der Universität Königsberg, B.G. Teubner, Leipzig 1894.
- A. Wangerin, H. v Helmholtz: Zwei hydrodynamische Abhandlungen, W. Engelmann, Leipzig 1896.
- A. Wangerin, L Euler: Drei Abhandlungen über Kartenprojction (1777), W. Engelmann, Leipzig 1898.
- A. Wangerin, Theorie der Kugelfunktionen und der verwandten Funktionen, insbesondere der Laméschen und Besselschen, Theorie spezieller, durch lineare Differentialgleichungen definierter Funktionen, Encykl. math. Wiss. 2, 1904, s. 695–759.
- A. Wangerin, Optik: ältere Theorie, Encykl. math. Wiss. V3, 1909, s. 1–94.
- A. Wangerin, Über die Ersetzung der Anziehung eines homogenen Ellipsoids durch die Anziehung der mit Masse belegten Oberfläche, Jber. Deutsch. Math.-Verein. 23, 1914, s. 389-391[4].

## Opracowania online
- O’Connor J., Robertson E.F., Friedrich Heinrich Albert Wangerin (ang.) [dostęp 2009-10-18].
- O’Connor J., Robertson E.F., Publications of Albert Wangerin (ang.) [dostęp 2009-10-18].
- Kössler F., Personenlexikon von Lehrern des 19. Jahrhunderts (niem.) [dostęp 2010-05-29].
- Schmerling S., Albert Wangerin (1844-1933) (niem.) [dostęp 2009-10-18].